# كاريل دي فيلنوف
كاريل دي فيلنوف هو محامي إندونيسي، ولد في 1897 في لوخيم في هولندا، وتوفي في 1974 في برشلونة في إسبانيا.